# Schloss Rogau (Rogi)

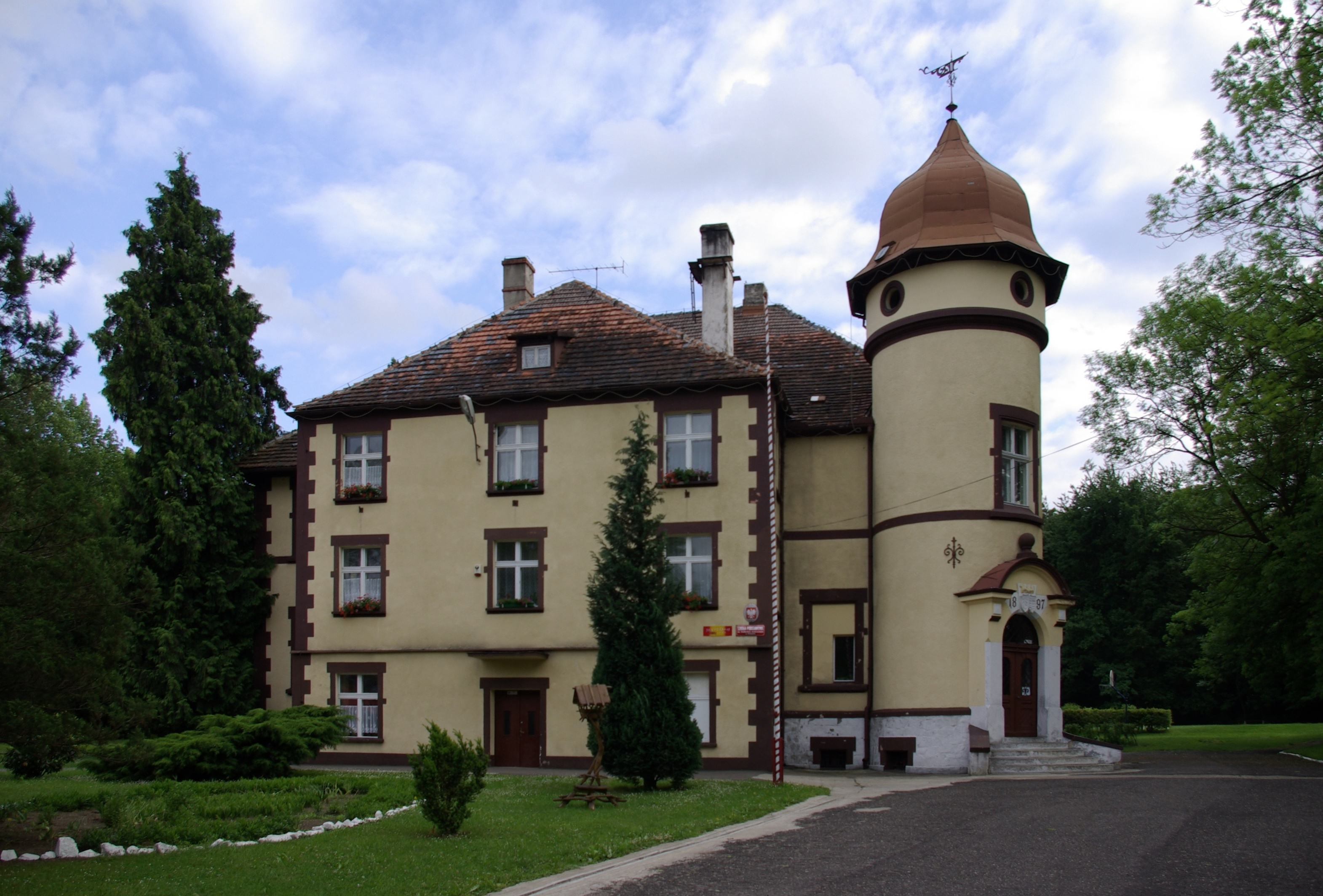
Schloss Rogau, Nordseite

Schloss Rogau (polnisch Pałac w Rogach) ist ein Herrenhaus in der Ortschaft Rogi (deutsch Rogau) der Stadt- und Landgemeinde Niemodlin im Powiat Opolski der polnischen Woiwodschaft Opole.
Das Haus ist das Wohngebäude einer alten Gutsanlage, die seit dem 27. Januar 1965 unter Denkmalschutz steht. Der zum Gut gehörende Landschaftspark wurde am 1. Oktober 1983 in die Denkmalliste aufgenommen.

## Geschichte

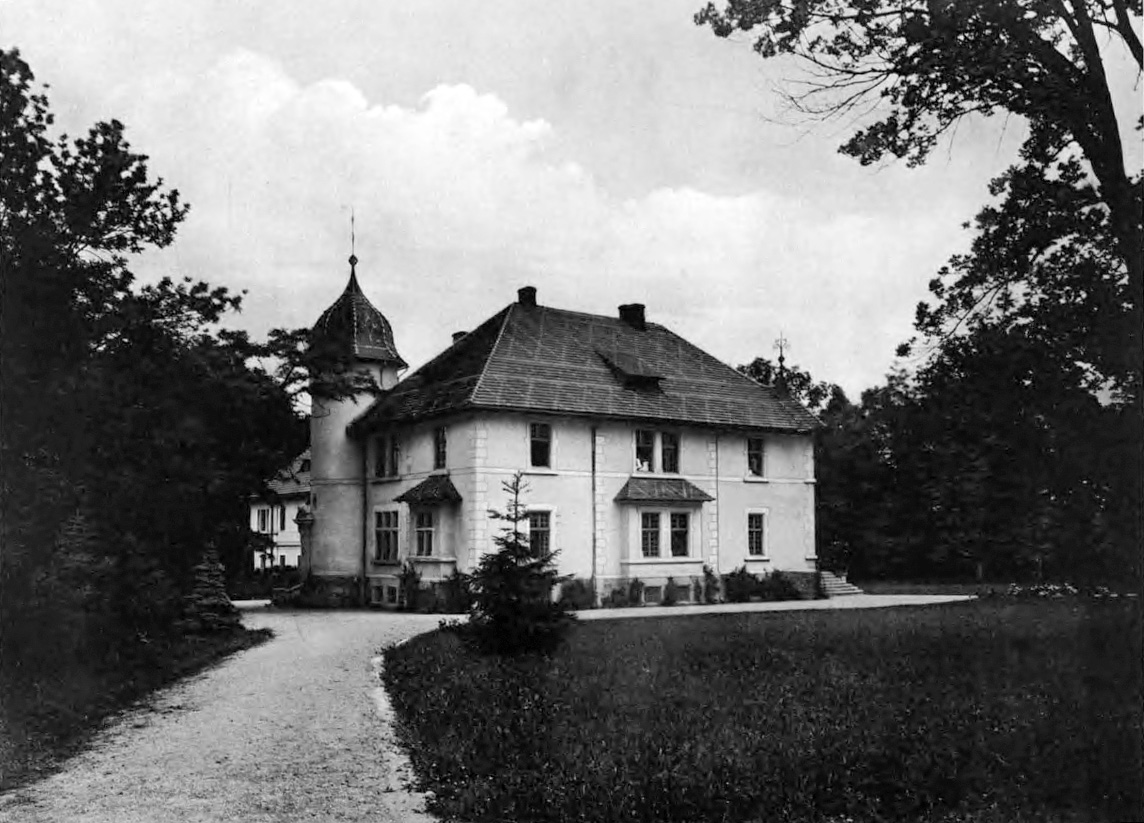
Südwestansicht des Herrenhauses um 1909

Rogi wurde 1335 im Lehnsregister des Bistums Breslau erstmals schriftlich erwähnt. Der dortige Gutshof war vom 16. bis in die zweite Hälfte des 19. Jahrhunderts Sitz der Familie von Pückler.
1860 erwarb Friedrich Graf Praschma das Anwesen samt dem Pücklerschen Familiensitz aus der Zeit um 1800. Zunächst diente er als Wohnhaus für die Pächter des Gutsbetriebs, denn die Familie von Praschma residierte auf Schloss Falkenberg im heutigen Niemodlin. Friedrichs Sohn Hans ließ das Pächterwohnhaus 1897 um einen zusätzlichen Wohnflügel im Stil des Klassizismus erweitern und bezog dort selbst Quartier.
Nachdem die Familie Praschma das Schloss in den 1930er Jahren aufgegeben hatte, wurde das im Jahr 1905 343 Hektar große Gut verkauft und parzelliert. Das Herrenhaus beherbergte zeitweise ein Waisenhaus, eine Kinderheilanstalt und ein Lager des Reichsarbeitsdienstes. Nach dem Zweiten Weltkrieg wurde im Schloss eine Grundschule eingerichtet, die bis heute besteht. 1962 wurde der ältere Teil des Herrenhauses aus dem frühen 19. Jahrhundert niedergelegt.

## Beschreibung

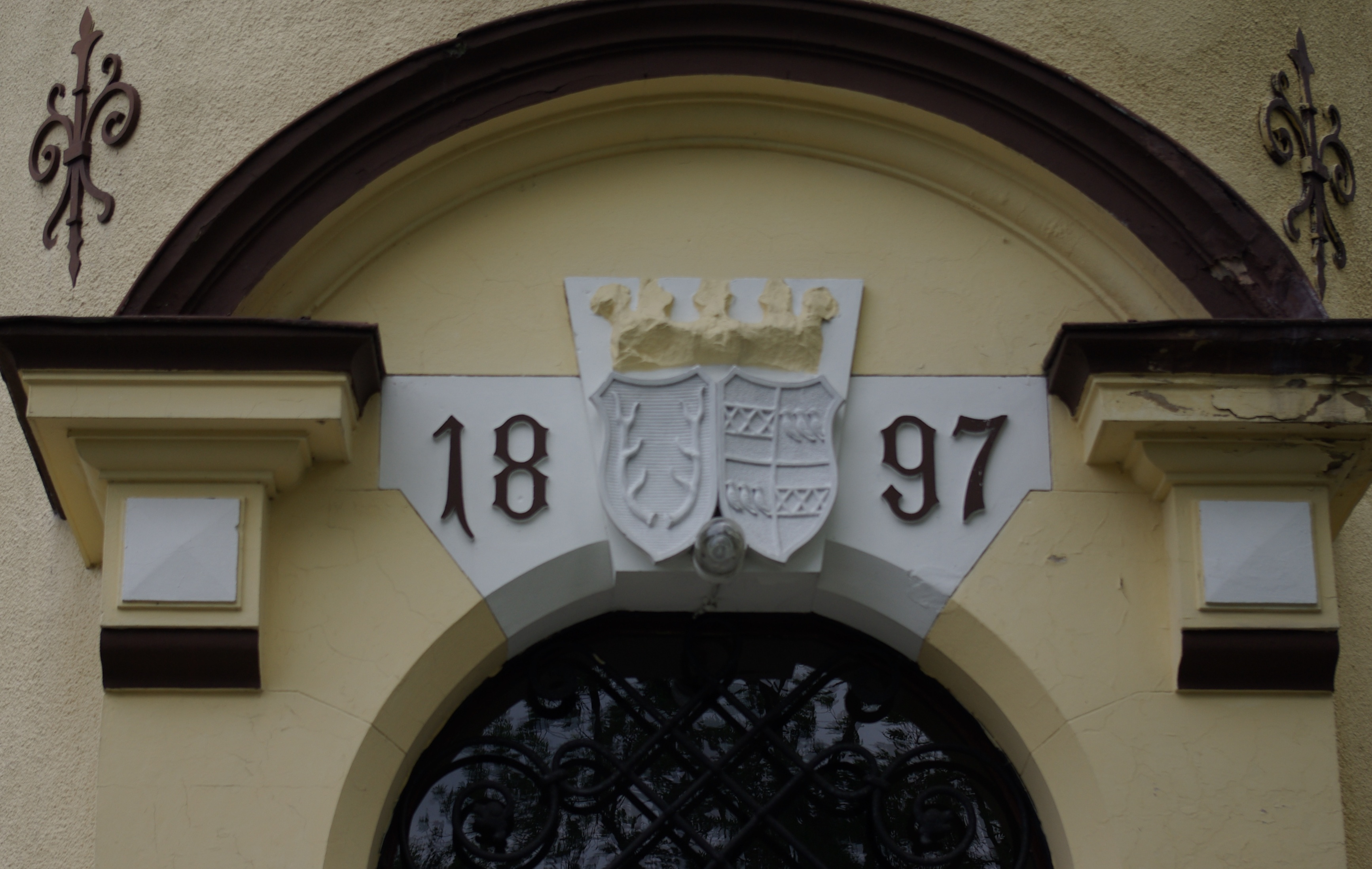
Eingangsportal

Das Herrenhaus ist ein verputzter Ziegelbau mit rechteckigem Grundriss und einem Rundturm an der Nordwest-Ecke. Seine zwei Geschosse erheben sich über einem hohen Sockelgeschoss und sind von einem Walmdach bedeckt, während der dreigeschossige Turm eine geschweifte Haube besitzt, die von einer Wetterfahne bekrönt ist. Das Portal des Hauses liegt im Eckturm und zeigt ein Allianzwappen sowie die Jahreszahl 1897, die an das Baujahr des Gebäudes erinnert. Der dreigeschossige, risalitartig vorspringe Teil an der Nordseite des Gebäudes ist ein Rest des 1962 abgerissenen Flügels aus dem frühen 19. Jahrhundert.
Das Herrenhaus ist von einem denkmalgeschützten Landschaftspark mit zahlreichen alten Bäumen umgeben, darunter Linden, Hainbuchen und Stieleichen.